# Lesley Valentijn
Lesley Valentijn, voornaam ook geschreven als Lesly (circa 1961/1962), is een Suriaams marronleider. Hij is sinds 2011 de granman van de Matawai.

## Biografie
Lesley Valentijn werd op circa 20 juni 2011 door president Desi Bouterse beëdigd tot granman van de Matawai, een volk bestaande uit toen rond de 2500 personen. Valentijn reisde hiervoor met zijn delegatie per boot naar Kwakoegron en vervolgens naar Paramaribo. Voorafgaande voldeed hij aan de daarbij behorende rituelen. Hiermee had de marronstam sinds twee jaar weer een granman. Zijn voorganger was Oscar Lafanti. Op 19 februari 2013 installeerde Valentijn in het dorp Maho kapiteins en basja's.
In 2018 was hij een van de granmans die hielp bij bemiddeling tussen Saramaccaners, waar de beëdiging van granman Albert Aboikoni een controversieel verloop had.
In 2022 gaf president Chan Santokhi het gezag van Santigron terug aan Valentijn. Het gebied kent door de nabijheid van Paramaribo een toenemende verstedelijking met de bijkomende voordelen maar ook problemen. Santokhi benoemde een presidentiële commissie onder leiding van Stanley Dijksteel met daarin zitting van personen uit verschillende dorpen van de Matawai om ondersteuning te geven bij de ontwikkeling van de regio.